# NGC 391
NGC 391 es una galaxia elíptica de la constelación de Cetus. 
Fue descubierta el 8 de enero de 1853 por el astrónomo George Phillips Bond.